# Détroit du Zaria
Le détroit du Zaria (en russe : пролив Заря) est un bras de mer dans la mer de Kara entre l'île de Bonevi et le continent (la péninsule de Taïmyr).
Administrativement, il appartient au raïon dolgano-nénètse de Taïmyr dans le kraï de Krasnoïarsk en Russie.

## Histoire
Le détroit doit son nom au navire Zaria du baron Eduard von Toll qui a hiverné dans la baie Colin Archer (бухта Колина Арчера), dans la partie sud du détroit, pendant le premier hiver de l'expédition polaire russe de 1900-1902.

## Géographie
Au nord-ouest, le détroit se jette dans les détroits de Fram et de Sverdrup (пролив Свердрупа) et à l'est dans le détroit de Palander (пролив Паландера). La majeure partie de l’année, le détroit est recouvert de glace.
Dans la partie sud se trouvent la baie Colin Archer et la baie des Oies (бухта Гусиная). À l'entrée de la baie Colin Archer se trouvent quelques petites îles dont : l'île Nansen, l'île Valounni et l'île Ploski. 